# Mantophasmatodea
De Mantophasmatodea is een pas in 2002 beschreven onderorde van insecten, voorkomend in Afrika. De ontdekking van een geheel nieuwe orde van insecten, voor het eerst sinds 1914, baarde in entomologenkringen groot opzien. De orde was al beschreven aan de hand van een 45 miljoen jaar oud exemplaar gevonden in barnsteen.
Op het eerste gezicht lijken de soorten op een dikke wandelende tak of een vleugelloze bidsprinkhaan, maar onderzoek wijst uit dat de orde afstamt van de in 1914 ontdekte orde Grylloblattodea. Ook deze orde stelde wetenschappers aanvankelijk voor een raadsel; de soorten lijken op een kruising tussen een krekel en een kakkerlak, zijn vleugelloos, nachtactief en leven in koele bergstreken, in tegenstelling tot bijna alle andere insecten.
In andere talen worden de soorten ook wel gladiatoren genoemd vanwege de zware bepantsering. Een andere gesignaleerde naam is heelwalkers, omdat levende exemplaren lopen zonder de tip van hun tarsus met arolium op het substraat te plaatsen.

## Levenswijze
Bij Zuid-Afrikaanse soorten komen de eitjes uit na de herfstregens. De larven ontwikkelen zich tijdens de wintermaanden en zijn in de lente (september/oktober) volwassen. Volwassen dieren leven maar een paar weken, waarin ze paren en eitjes leggen. De eieren overleven de droge zomermaanden in hun zeer taaie eierpakketten die worden gemaakt door zandkorrels met een taaie lijm samen te binden. Ieder pakket bevat circa een dozijn eieren en ieder vrouwtje kan verscheidene pakketten produceren. De eipakketten worden vrij oppervlakkig afgezet, vaak bij een graspol. De larven komen dan na de najaarsregens ongeveer in mei uit. In Namibië ontwikkelen de larven zich juist tijdens de natte zomermaanden.
De Mantophasmatodea zijn, voor zover ontdekt, uitsluitend carnivoor. Ze vangen met hun voor grijpen aangepaste voorpoten kleine insecten zoals stofluizen, vliegen en hemiptera. De ogen zijn groot en staan ver uit elkaar, zoals bij bidsprinkhanen, en de prooi wordt beslopen voor de aanval. De meeste Zuid-Afrikaanse soorten zijn nachtactief maar van sommige Namibische soorten (Sclerophasma) is dagactiviteit beschreven. Voor de paring signaleren de partners elkaar door met het achterlijf op de ondergrond te tikken. Vrouwtjes tikken langzamer dan mannetjes. Het mannetje beklimt het vrouwtje zeer snel, houdt zich met voor- en middenpoten aan haar vast en kromt zijn achterlijf in een S-bocht. De cerci van het mannetje pakken het achterlijf van het vrouwtje vast. Hierna wordt het (relatief zeer grote) copulatie-orgaan van het mannetje ingebracht. De paring duurt extreem lang, 1 tot 3 dagen. In gevangenschap worden de mannetjes na de paring vaak opgegeten, maar dit is mogelijk een effect van het samen in een kleine ruimte verblijven dat in de natuur niet optreedt. De insecten hebben zeer beweeglijke lichamen en kunnen het achterlijf helemaal naar voren krommen om zich te poetsen, wat ze frequent doen. Het arolium aan het eind van de tarsus, dat bij het lopen van de grond wordt gehouden, wordt zeer goed schoon gehouden. Er zijn duidelijke geslachtsverschillen: vrouwtjes zijn groter en dikker dan de mannetjes, en hebben een legboor; mannetjes hebben cerci. Verscheidene soorten hebben vrij sterk verschillend gekleurde vormen. Ze passen goed bij de plant waar ze op zitten.
Opmerkelijk is dat er lange tijd van de hele orde slechts twee soorten zijn beschreven, bovendien is het zeker niet uitgesloten dat het gaat om verschillende variaties van dezelfde soort, waardoor de orde maar één soort zou tellen. Tegenwoordig is er meer bekend over de groep en wordt de orde ingedeeld in dertien soorten, behorend tot 10 genera en drie families, als volgt;
- Familie nog onzeker:
  - Geslacht Rhaptophasma
    - Soort Rhaptophasma kerneggeri

  - Geslacht Praedatophasma
    - Soort Praedatophasma maraisi

  - Geslacht Tyrannophasma
    - Soort Tyrannophasma gladiator
- Familie Tanzaniophasmatidae
  - Geslacht Tanzaniophasma
    - Soort Tanzaniophasma subsolana
- Familie Mantophasmatidae
  - Geslacht Mantophasma
    - Soort Mantophasma zephyra

  - Geslacht Sclerophasma
    - Soort Sclerophasma paresisensis
- Familie Austrophasmatidae
  - Geslacht Austrophasma
    - Soort Austrophasma caledonensis
    - Soort Austrophasma gansbaaiensis
    - Soort Austrophasma rawsonvillensis

  - Geslacht Lobophasma
    - Soort Lobophasma redelinghuysensis

  - Geslacht Hemilobophasma
    - Soort Hemilobophasma montaguensis

  - Geslacht Karoophasma
    - Soort Karoophasma biedouwensis
    - Soort Karoophasma botterkloofensis

  - Geslacht Namaquaphasma
    - Soort Namaquaphasma ookiepensis